# Senegal en los Juegos Olímpicos de Los Ángeles 2028
Senegal participará en los Juegos Olímpicos de Los Ángeles 2028 por un total de  deportistas que competirán en  deportes. Responsable del equipo olímpico es el Comité Olímpico y Deportivo Nacional Senegalés, así como las federaciones deportivas nacionales de cada deporte con participación.